# تپه توبره ریز ۱
تپه توبره ریز ۱ مربوط به دوران پارینه‌سنگی جدید - دوران فرادیرینه‌سنگی است و در شهرستان کرمانشاه، بخش مرکزی، دهستان دورد فرامان، ۱/۷ کیلومتری جنوب روستای سیاه بید علیا واقع شده و این اثر در تاریخ ۱۸ اسفند ۱۳۸۷ با شمارهٔ ثبت ۲۴۹۲۴ به‌عنوان یکی از آثار ملی ایران به ثبت رسیده است.